# Kleiner Heuberg und Albvorland bei Balingen
Das FFH-Gebiet Kleiner Heuberg und Albvorland bei Balingen liegt in der Mitte Baden-Württembergs und ist Bestandteil des europäischen Schutzgebietsnetzes Natura 2000. Es wurde 2005 durch das Regierungspräsidium Tübingen angemeldet. Mit Verordnung des Regierungspräsidiums Tübingen zur Festlegung der Gebiete von gemeinschaftlicher Bedeutung vom 5. November 2018 (in Kraft getreten am 11. Januar 2019), wurde das Schutzgebiet ausgewiesen.

## Lage
Das rund 873 Hektar (ha) große Schutzgebiet Kleiner Heuberg und Albvorland bei Balingen liegt im Naturraum Südwestliches Albvorland. Die elf Teilgebiete befinden sich in den Gemeinden Balingen, Dautmergen, Dormettingen, Dotternhausen und Geislingen im Zollernalbkreis.

## Beschreibung
Der Landschaftscharakter des Schutzgebiets wird im Wesentlichen durch Magere Wiesen, Magerrasen und Wacholderheiden geprägt. Die Landschaft im Gebiet ist kleinräumig strukturiert und stellt einen repräsentativen Landschaftsausschnitt für das mittlere Albvorland dar.

## Schutzzweck

### Lebensraumtypen
Folgende Lebensraumtypen nach Anhang I der FFH-Richtlinie kommen im Gebiet vor:
| EU Code | * | Lebensraumtyp (offizielle Bezeichnung)                                                               | Kurzbezeichnung                   |
| ------- | - | --- | --------------------------------- |
| 3150    |   | Natürliche eutrophe Seen mit einer Vegetation des Magnopotamions oder Hydrocharitions                | Natürliche nährstoffreiche Seen   |
| 5130    |   | Formationen von Juniperus communis auf Kalkheiden und -rasen                                         | Wacholderheiden                   |
| 6210    |   | Naturnahe Kalk-Trockenrasen und deren Verbuschungsstadien (Festuco-Brometalia)                       | Kalk-Magerrasen                   |
| 6430    |   | Feuchte Hochstaudenfluren der planaren und montanen bis alpinen Stufe                                | Feuchte Hochstaudenfluren         |
| 6510    |   | Magere Flachland-Mähwiesen (Alopecurus pratensis, Sanguisorba officinalis)                           | Magere Flachland-Mähwiesen        |
| 7220    | * | Kalktuffquellen (Cratoneurion)                                                                       | Kalktuffquellen                   |
| 91E0    | * | Auen-Wälder mit Alnus glutinosa und Fraxinus excelsior (Alno-Padion, Alnion incanae, Salicion albae) | Auenwälder mit Erle, Esche, Weide |

### Zusammenhängende Schutzgebiete
Folgende Naturschutzgebiete sind Bestandteil des FFH-Gebiets:
- Eichberg
- Gnagen
- Heuberg
- Riedbachtal

Das Gebiet überschneidet sich teilweise mit dem Vogelschutzgebiet Wiesenlandschaft bei Balingen